# 13-а танкова дивизия (Вермахт)
13-а танкова дивизия е една от танковите дивизии на Вермахта по време на Втората световна война.

## История
13-а танкова дивизия е сформирана на 11 октомври 1940 г. от 13-а пехотна дивизия (моторизирана). През 1940 г. служи като тренировъчна формация в Румъния. През юни 1941 г. е прехвърлена в Съветския съюз, където участва в боевете като част от група армии „Юг“. Взема участие в превземането на Киев. В периода август 1942 – януари 1943 г. участва в боевете в Кавказ, между февруари и август 1943 г. в боевете в Кубан, а между октомври 1943 и януари 1944 г. в района на Кривой рог. През септември 1944 г. е изтеглена в Германия за възстановяване. През октомври е прехвърлена в Унгария, където между декември и януари 1945 г. участва в защитата на Будапеща. Там дивизията е унищожена. По-късно е възстановена като танкова дивизия Фелдернале 2.

## Командири
По време на съществуването си, дивизията е командвана от следните офицери:
- Генерал-майор Фридрих-Вилхелм фон Роткирх унд Пантен – (11 октомври 1940 – 13 юни 1941 г.)
- Генерал-майор Валтер Дюверт – (14 юни 1941 – 30 ноември 1941 г.)
- Генерал-майор Траугот Хер – (1 декември 1941 – 31 октомври 1942 г.)
- Генерал-майор Хелмут фон дер Кевалери – (1 ноември 1942 – 30 ноември 1942 г.)
- Оберст Вилхелм Кризоли – (1 декември 1942 – 14 май 1943 г.)
- Генерал-лейтенант Хелмут фон дер Кевалери – (15 май 1943 – 31 август 1943 г.)
- Оберст Едуард Хаусер – (1 септември 1943 – 25 декември 1943 г.)
- Оберст Ханс Микош – (26 декември 1943 – 17 май 1944 г.)
- Оберст Фридрих фон Хаке – (18 май 1944 – 24 май 1944 г.)
- Генерал-лейтенант Ханс Трьогер – (25 май 1944 – 8 септември 1944 г.)
- Оберст Герхард Шмидхубер – (9 септември 1944 – 2 февруари 1945 г.)